# Superliga 2013-2014 (pallanuoto maschile)
La Superliga 2013-2014 è l'83ª edizione della massima serie del campionato rumeno maschile di pallanuoto. La regular season è iniziata il 17 settembre 2013 con la prima fase a girone unico per concludersi il 21 ottobre. La seconda fase a girone doppio è iniziata il 29 novembre con il primo dei tre tornei previsti, per concludersi il 26 gennaio 2014 con il terzo e ultimo torneo. I playoff hanno avuto inizio il 1º febbraio e si sono conclusi il 26 aprile con gara-3 della finale scudetto.

## Squadre partecipanti
| Club               | Città       | Piscina | Stagione 2012-2013 |
| ------------------ | ----------- | ------- | ------------------ |
| Amefa Arad         | Arad        |         |                    |
| Cluj               | Cluj-Napoca |         |                    |
| Crișul Oradea      | Oradea      |         |                    |
| Dinamo Bucarest    | Bucarest    |         |                    |
| Oradea             | Oradea      |         |                    |
| Rapid Bucarest     | Bucarest    |         |                    |
| Sportul Studenţesc | Bucarest    |         |                    |
| Steaua Bucarest    | Bucarest    |         |                    |

## Prima fase
Le otto squadre vengono incluse in un girone unico all'italiana dove le squadre si affrontano in un doppio girone di andata e ritorno, per un totale di 14 giornate. Tutte le squadre vengono ammesse alla seconda fase. La fase ha avuto inizio il 17 settembre e si è conclusa il 21 ottobre 2013.

### Classifica
|  | Pos. | Squadra            | Pt | G  | V  | N | P  | GF  | GS  | DR   |
|  | ---- | ------------------ | -- | -- | -- | - | -- | --- | --- | ---- |
|  | 1.   | Oradea             | 40 | 14 | 13 | 1 | 0  | 230 | 75  | +155 |
|  | 2.   | Steaua Bucarest    | 31 | 14 | 10 | 1 | 3  | 192 | 94  | +98  |
|  | 3.   | Sportul Studenţesc | 31 | 14 | 10 | 1 | 3  | 169 | 111 | +58  |
|  | 4.   | Dinamo Bucarest    | 28 | 14 | 9  | 1 | 4  | 186 | 108 | +78  |
|  | 5.   | Crișul Oradea      | 15 | 14 | 5  | 0 | 9  | 121 | 169 | -48  |
|  | 6.   | Amefa Arad         | 12 | 14 | 4  | 0 | 10 | 107 | 193 | -86  |
|  | 7.   | Rapid Bucarest     | 9  | 14 | 3  | 0 | 11 | 102 | 191 | -89  |
|  | 8.   | Cluj               | 0  | 14 | 0  | 0 | 14 | 83  | 249 | -166 |

### Risultati
Tutti gli incontri del girone di andata si sono disputati nella Piscina Olimpica Ioan Alexandrescu di Oradea tra il 17 e il 22 settembre, mentre quelli del girone di ritorno hanno avuto luogo nella Piscina Steaua a Bucarest tra il 17 e il 21 ottobre.
|                    | ARA   | CLU  | CRI   | DIN   | ORA  | RAP  | SPS   | STE   |
| Arad               |       | 11-8 | 13-11 | 6-17  | 3-18 | 10-7 | 8-12  | 5-16  |
| Cluj               | 11-12 |      | 5-10  | 4-21  | 2-16 | 7-13 | 7-20  | 3-23  |
| Crișul             | 13-5  | 16-7 |       | 4-19  | 4-12 | 13-7 | 6-15  | 7-19  |
| Dinamo Bucarest    | 11-6  | 24-4 | 16-6  |       | 7-10 | 13-5 | 10-11 | 11-12 |
| Oradea             | 20-4  | 25-6 | 24-7  | 20-10 |      | 21-5 | 15-7  | 13-7  |
| Rapid Bucarest     | 13-9  | 11-9 | 6-13  | 8-14  | 4-19 |      | 4-18  | 6-14  |
| Sportul Studențesc | 18-8  | 21-4 | 9-7   | 6-6   | 4-12 | 14-7 |       | 8-12  |
| Steaua             | 18-7  | 26-6 | 12-4  | 6-7   | 5-5  | 17-6 | 5-6   |       |

## Seconda fase
Nella seconda fase le otto squadre vengono suddivise in due gironi da quattro ciascuno, in base alla classifica finale della prima fase: le prime quattro vengono inserite nel gruppo A, le restanti quattro nel gruppo B. Le squadre del gruppo A hanno assicurato il passaggio ai playoff scudetto, con le prime due che hanno accesso diretto alle semifinali, terza e quarta che partono da un turno preliminare a cui si aggiungono anche le prime due del gruppo B.
La seconda fase viene disputata in tre tornei diversi, dove ciascuna squadra incontra le altre del proprio girone per tre volte.
- Torneo 1 Gruppo A: 29 novembre-1º dicembre, Piscina Olimpica Ioan Alexandrescu (Oradea)[3]
- Torneo 1 Gruppo B: 30 novembre-1º dicembre, Piscina Floreasca (Bucarest)[3]
- Torneo 2 Gruppo A: 20-22 dicembre, Piscina Floreasca (Bucarest)[4]
- Torneo 2 Gruppo B: 21-22 dicembre, Piscina Delfinul (Arad)[4]
- Torneo 3 Gruppo A: 21-23 gennaio, Piscina Steaua (Bucarest)[5]
- Torneo 3 Gruppo B: 24-26 gennaio, Piscina Crișul (Oradea)[5]

### Gruppo A
|  | Pos. | Squadra            | Pt | G  | V | N | P | GF  | GS  | DR   |
|  | ---- | ------------------ | -- | -- | - | - | - | --- | --- | ---- |
|  | 1.   | Oradea             | 60 | 23 | 6 | 2 | 1 | 327 | 145 | +182 |
|  | 2.   | Steaua Bucarest    | 46 | 23 | 4 | 3 | 2 | 267 | 166 | +101 |
|  | 3.   | Sportul Studenţesc | 39 | 23 | 2 | 2 | 5 | 235 | 191 | +44  |
|  | 4.   | Dinamo Bucarest    | 35 | 23 | 2 | 1 | 6 | 255 | 193 | +62  |

| 29-11-13 | Steaua | 10-9 | Dinamo  |
| 29-11-13 | Oradea | 14-5 | Sportul |

| 30-11-13 | Steaua | 5-4  | Sportul |
| 30-11-13 | Dinamo | 8-12 | Oradea  |

| 01-12-13 | Oradea  | 7-7  | Steaua |
| 01-12-13 | Sportul | 12-6 | Dinamo |

| 20-12-13 | Dinamo  | 6-9 | Steaua |
| 20-12-13 | Sportul | 5-9 | Oradea |

| 21-12-13 | Dinamo  | 11-7  | Oradea |
| 21-12-13 | Sportul | 10-11 | Steaua |

| 22-12-13 | Dinamo | 4-4 | Sportul |
| 22-12-13 | Steaua | 7-7 | Oradea  |

| 21-01-14 | Oradea | 16-8 | Sportul |
| 21-01-14 | Steaua | 8-9  | Dinamo  |

| 22-01-14 | Dinamo | 9-13 | Oradea  |
| 22-01-14 | Steaua | 8-8  | Sportul |

| 23-01-14 | Oradea  | 12-10 | Steaua |
| 23-01-14 | Sportul | 10-7  | Dinamo |

### Gruppo B
|  | Pos. | Squadra        | Pt | G  | V  | N | P  | GF  | GS  | DR   |
|  | ---- | -------------- | -- | -- | -- | - | -- | --- | --- | ---- |
|  | 5.   | Crișul Oradea  | 36 | 23 | 12 | 0 | 11 | 226 | 247 | -21  |
|  | 6.   | Amefa Arad     | 30 | 23 | 10 | 0 | 13 | 199 | 275 | -76  |
|  | 7.   | Rapid Bucarest | 21 | 23 | 7  | 0 | 16 | 190 | 270 | -80  |
|  | 8.   | Cluj           | 3  | 23 | 1  | 0 | 22 | 158 | 370 | -212 |

| 30-11-13 | Arad   | 8-3 | Cluj  |
| 30-11-13 | Crișul | 8-6 | Rapid |

| 30-11-13 | Cluj | 14-15 | Crișul |
| 30-11-13 | Arad | 9-8   | Rapid  |

| 01-12-13 | Rapid  | 16-6 | Cluj |
| 01-12-13 | Crișul | 9-10 | Arad |

| 21-12-13 | Cluj  | 9-14 | Arad   |
| 21-12-13 | Rapid | 11-9 | Crișul |

| 21-12-13 | Crișul | 17-7 | Cluj |
| 21-12-13 | Rapid  | 8-6  | Arad |

| 22-12-13 | Cluj | 14-12 | Rapid  |
| 22-12-13 | Arad | 12-13 | Crișul |

| 25-01-14 | Arad   | 13-10 | Cluj  |
| 25-01-14 | Crișul | 9-4   | Rapid |

| 25-01-14 | Arad | 11-10 | Rapid  |
| 25-01-14 | Cluj | 5-13  | Crișul |

| 26-01-14 | Crișul | 12-9 | Arad |
| 26-01-14 | Rapid  | 13-7 | Cluj |

## Playoff

### Tabellone scudetto
Gli incontri conclusi dopo i tiri di rigore indicano il risultato di parità alla fine dei tempi supplementari e il risultato dei tiri di rigore in apice.
|  | Quarti di finale | Quarti di finale   | Quarti di finale   | Quarti di finale | Quarti di finale |  |  | Semifinali | Semifinali         | Semifinali         | Semifinali      | Semifinali      |                 |   | Finale             | Finale             | Finale | Finale | Finale | Finale | Finale |  |
|  |                  |                    |                    |                  |                  |  |  |            |                    |                    |                 |                 |                 |   |                    |                    |        |        |        |        |        |  |
|  | 5                | Crișul Oradea      | Crișul Oradea      | 11               | 7                |  |  |            |                    |                    |                 |                 |                 |   |                    |                    |        |        |        |        |        |  |
|  | 4                | Dinamo Bucarest    | Dinamo Bucarest    | 14               | 15               |  |  |            | Dinamo Bucarest    | Dinamo Bucarest    | 5               | 7               |                 |   |                    |                    |        |        |        |        |        |  |
|  |                  |                    |                    |                  |                  |  |  | 1          | Oradea             | Oradea             | 10              | 15              |                 |   |                    |                    |        |        |        |        |        |  |
|  |                  |                    |                    |                  |                  |  |  |            |                    |                    |                 |                 |                 |   | Oradea             | Oradea             | Oradea | Oradea | 9      | 11     | 11     |  |
|  | 6                | Amefa Arad         | Amefa Arad         | 6                | 9                |  |  |            |                    | Steaua Bucarest    | Steaua Bucarest | Steaua Bucarest | Steaua Bucarest | 6 | 7                  | 8                  |        |        |        |        |        |  |
|  | 3                | Sportul Studenţesc | Sportul Studenţesc | 11               | 14               |  |  |            | Sportul Studenţesc | Sportul Studenţesc | 4               | 4               |                 |   |                    |                    |        |        |        |        |        |  |
|  |                  |                    |                    |                  |                  |  |  | 2          | Steaua Bucarest    | Steaua Bucarest    | 6               | 13              |                 |   |                    |                    |        |        |        |        |        |  |
|  |                  |                    |                    |                  |                  |  |  |            |                    |                    |                 |                 |                 |   | Finale 3º posto    |                    |        |        |        |        |        |  |
|  |                  |                    |                    |                  |                  |  |  |            |                    |                    |                 |                 |                 |   |                    |                    |        |        |        |        |        |  |
|  |                  |                    |                    |                  |                  |  |  |            |                    |                    |                 |                 |                 |   | Dinamo Bucarest    | Dinamo Bucarest    | 9      | 3      | 10     | 42     | 6      |  |
|  |                  |                    |                    |                  |                  |  |  |            |                    |                    |                 |                 |                 |   | Sportul Studenţesc | Sportul Studenţesc | 6      | 4      | 8      | 4      | 5      |  |

### Tabellone 5º posto
In caso di risoluzione ai tempi supplementari viene mostrato in apice il risultato di parità alla fine dei tempi regolamentari. In caso di risoluzione ai tiri di rigore viene mostrato in apice il risultato dei tiri di rigore.
|  | Semifinali | Semifinali     | Semifinali    | Semifinali | Semifinali |  |  | Finale 5º posto | Finale 5º posto | Finale 5º posto | Finale 5º posto | Finale 5º posto | Finale 5º posto | Finale 5º posto |  |
|  |            |                |               |            |            |  |  |                 |                 |                 |                 |                 |                 |                 |  |
|  | 7          | Rapid Bucarest | 139           | 7          | 108        |  |  |                 |                 |                 |                 |                 |                 |                 |  |
|  | 6          | Amefa Arad     | 119           | 9          | 128        |  |  | Amefa Arad      | Amefa Arad      | Amefa Arad      | 3               | 12              | 12              | 1310            |  |
|  | 8          | Cluj           | Cluj          | 8          | 4          |  |  | Crișul Oradea   | Crișul Oradea   | Crișul Oradea   | 12              | 11              | 11              | 139             |  |
|  | 5          | Crișul Oradea  | Crișul Oradea | 10         | 16         |  |  |                 |                 |                 |                 |                 |                 |                 |  |
|  |            |                |               |            |            |  |  |                 |                 |                 |                 |                 |                 |                 |  |
|  |            |                |               |            |            |  |  | Finale 7º posto |                 |                 |                 |                 |                 |                 |  |
|  |            |                |               |            |            |  |  |                 |                 |                 |                 |                 |                 |                 |  |
|  |            |                |               |            |            |  |  | Rapid Bucarest  | Rapid Bucarest  | Rapid Bucarest  | Rapid Bucarest  | 107             | 10              | 12              |  |
|  |            |                |               |            |            |  |  | Cluj            | Cluj            | Cluj            | Cluj            | 87              | 9               | 9               |  |